# Йолдоайры
Йолдоайры — река в России, протекает по Республике Алтай. Устье реки находится в 40 км по левому берегу реки Карагем. Длина реки составляет 13 км. Слева река принимает приток — Атбажи.

## Данные водного реестра

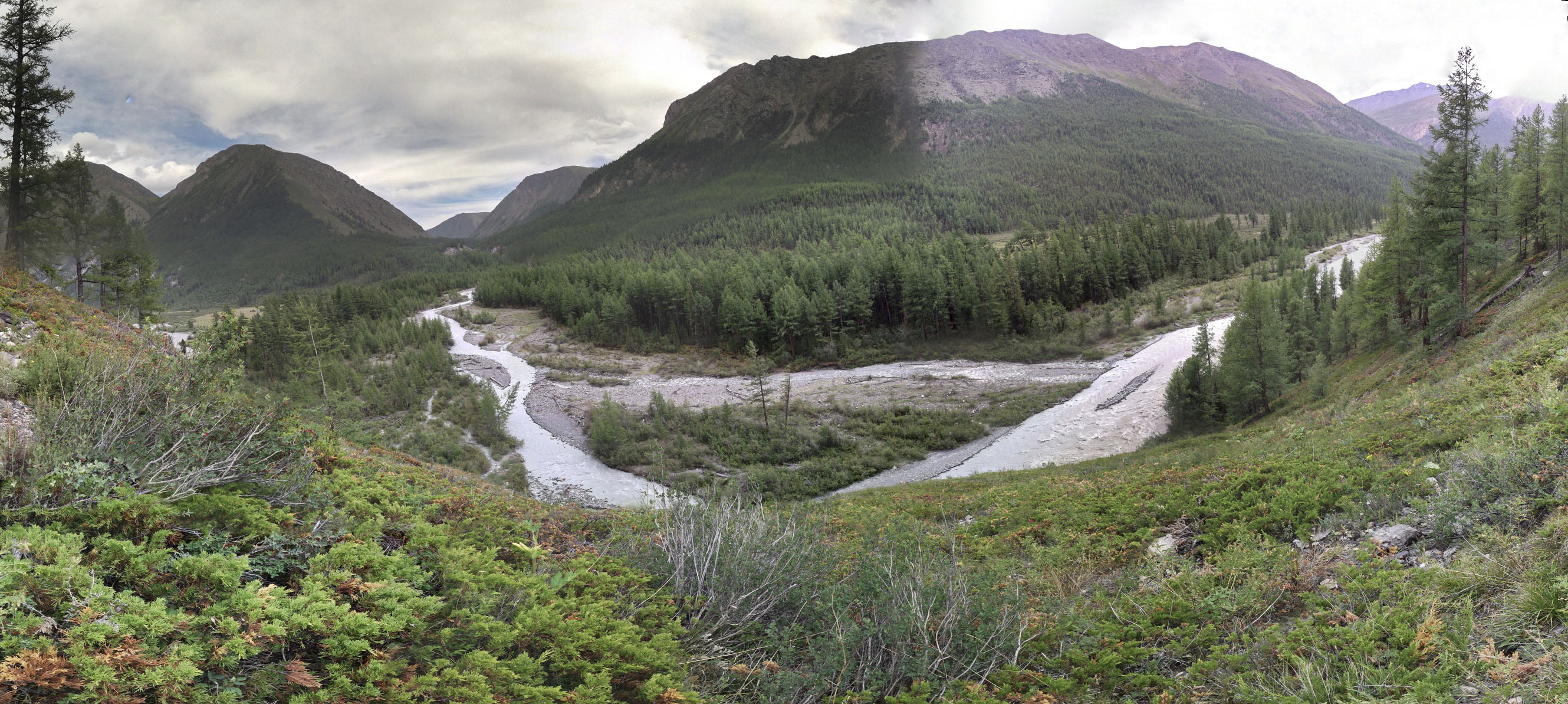
Впадение Йолдоайры (слева) в Карагем

По данным государственного водного реестра России относится к Верхнеобскому бассейновому округу, водохозяйственный участок реки — Катунь, речной подбассейн реки — Бия и Катунь. Речной бассейн реки — (Верхняя) Обь до впадения Иртыша.